# Лаэрабум
Лаэрабум (Лахараб) — царь гутиев, правил приблизительно в 2137 — 2135 годах до н. э. Его имя носит смешанное семито-гутийское происхождение.
После смерти царя Аккаде Шу-дурула Лаэрабум захватил этот город. В своей надписи на аккадском языке на пожертвованной в Сиппар булаве Лаэрабум называет себя аккадским царём.
Правил Лахараб 2 года.
| Династия гутиев           |                                      |                  |
| Предшественник: Хабилькин | царь гутиев ок. 2137 — 2135 до н. э. | Преемник: Ирарум |